# František Berka (lékař)
František Berka (22. září 1876 Strážnice – 6. května 1962 Brno) byl český patologický anatom, prosektor, profesor soudního lékařství.

## Životopis
Narodil se 22. září 1876 ve Strážnici v okrese Hodonín, v domě č. p. 408 v rodině učitele Františka Berky a matky Marie, rozené Gottwaldové. V roce 1894 odmaturoval na gymnáziu v Uherském Hradišti. Poté do roku 1900 studoval lékařskou fakultu ve Vídni a roku 1902 absolvoval fyzikátní zkoušky pro lékaře na lékařské fakultě v Praze.
V letech 1901–1904 působil jako prosektor v Zemské nemocnici v Brně. V té době zde bydlel v dnešní ulici Údolní č. 73. V období let 1902 až 1905 působil i jako městský bakteriolog a vedl policejní pitvy. V letech 1905–1920 odešel do Zemské nemocnice v Olomouci. Pak se opět vrátil do Brna, kde až do roku 1946 působil na Lékařské fakultě Masarykovy univerzity jako profesor soudního lékařství a vedoucí ústavu pro soudní lékařství. V letech 1922–1923 byl i děkanem fakulty a v období 1936–1937 rektorem Masarykovy univerzity.
Dne 15. dubna 1907 se oženil s Olgou Šašecí. Manželé měli dvě děti – klavírní virtuosku Olgu, provdanou Horovou (* 1908) a docenta pro obor soudního lékařství MUDr. Vladimíra Berku (* 1916). Je pohřben na Ústředním hřbitově v Brně.